# Hypoponera lotti
Hypoponera lotti är en myrart som först beskrevs av Weber 1942.  Hypoponera lotti ingår i släktet Hypoponera och familjen myror. Inga underarter finns listade i Catalogue of Life.